# Престрелка в Окей Корал
Престрелката в Окей Корал (на английски: Gunfight at the O.K. Corral) е 30-секундна престрелка между каубои извън закона и пазители на реда, считана за най-известната престрелка в историята на Дивия запад. Престрелката се състои около 3:00 ч на 26 октомври 1881 г. в Тумбстоун, Аризона. Тя е назряваща от дълго време и е резултат от вражда между каубоите Били Клеърборн, Айк Клантън и Били Клантън, Том Маклори и Франк Маклори от една страна и пазителите на закона градски шериф Върджил Ърп, заместник градски шериф Морган Ърп и временните заместник-шерифи Уайът Ърп и Док Холидей. Били Клантън и братята Маклори са убити. Айк Клантън, който многократно заплашвал да убие братя Ърп, твърди, че бил невъоръжен и избягал от престрелката с Били Клеърборн. Върджил, Морган и Док Холидей са ранени, Уайът Ърп е невредим. Престрелката се е превърнала в репрезентация на периода в историята на Дивия запад, когато границата е била свободна зона за разбойници, които в значителна степен не срещали противостоене от законоприлагащите органи, които са били малобройни на огромните територии, оставяйки някои области без защита.
Най-известното пресъздаване на престрелката е във филма Тумбстоун от 1993 г. с участието на Кърт Ръсел (Уайът Ърп) и Вал Килмър (Док Холидей).